# Torre Caracciolo
Torre Caracciolo è un maniero del XV secolo situato nell'omonima frazione di Marano di Napoli.

## Storia
Venne edificato nel XV secolo per volere del re di Napoli Ferrante I d'Aragona come dimora e fortezza; dopo la caduta degli Aragonesi, con l'arrivo del vicereame spagnolo (1504) divenne proprietà della famiglia Ricca, baroni di Apollosa; nel XVIII secolo divenne della famiglia Capace Piscicelli; fu abbandonato nel 1860 fino al 1935 quando venne acquisito dal conte Ambrogino Caracciolo di Torchiarolo. Durante la seconda guerra mondiale fu occupato dalle truppe tedesche come punto d’avvistamento per un eventuale sbarco degli Alleati sul litorale.

## Architettura
Esteso per oltre 2400 mq è composto da una torre di tre livelli costituente il mastio, due corpi di fabbrica e una cappella realizzati prevalentemente in tufo giallo proveniente dai vicini Campi Flegrei.